# Alegeri prezidențiale în Statele Unite ale Americii, 1960
Alegerile prezidențiale din Statele Unite din anul 1960 au avut loc la 8 noiembrie 1960, pentru mandatul început la 20 ianuarie 1961 și încheiat la 20 ianuarie 1965. Președintele în funcție, Dwight D. Eisenhower, nu a mai avut dreptul să candideze pentru un nou mandat. Astfel, Partidul Republican l-a nominalizat pe Richard M. Nixon, vicepreședintele lui Eisenhower, în timp ce Democrații l-au nominalizat pe John F. Kennedy, senator din partea statului Massachusetts. Alegerile au fost câștigate de Kennedy care a avut un avantaj de doar 112.827 de voturi, adică 0,1% din votul popular. La numărul de electori, scorul a fost 303 în favoarea lui Kennedy, 219 pentru Nixon. A fost cel mai strâns scor electoral de la Alegerile din 1916.

## Candidați

### Candidații Partidului Democrat

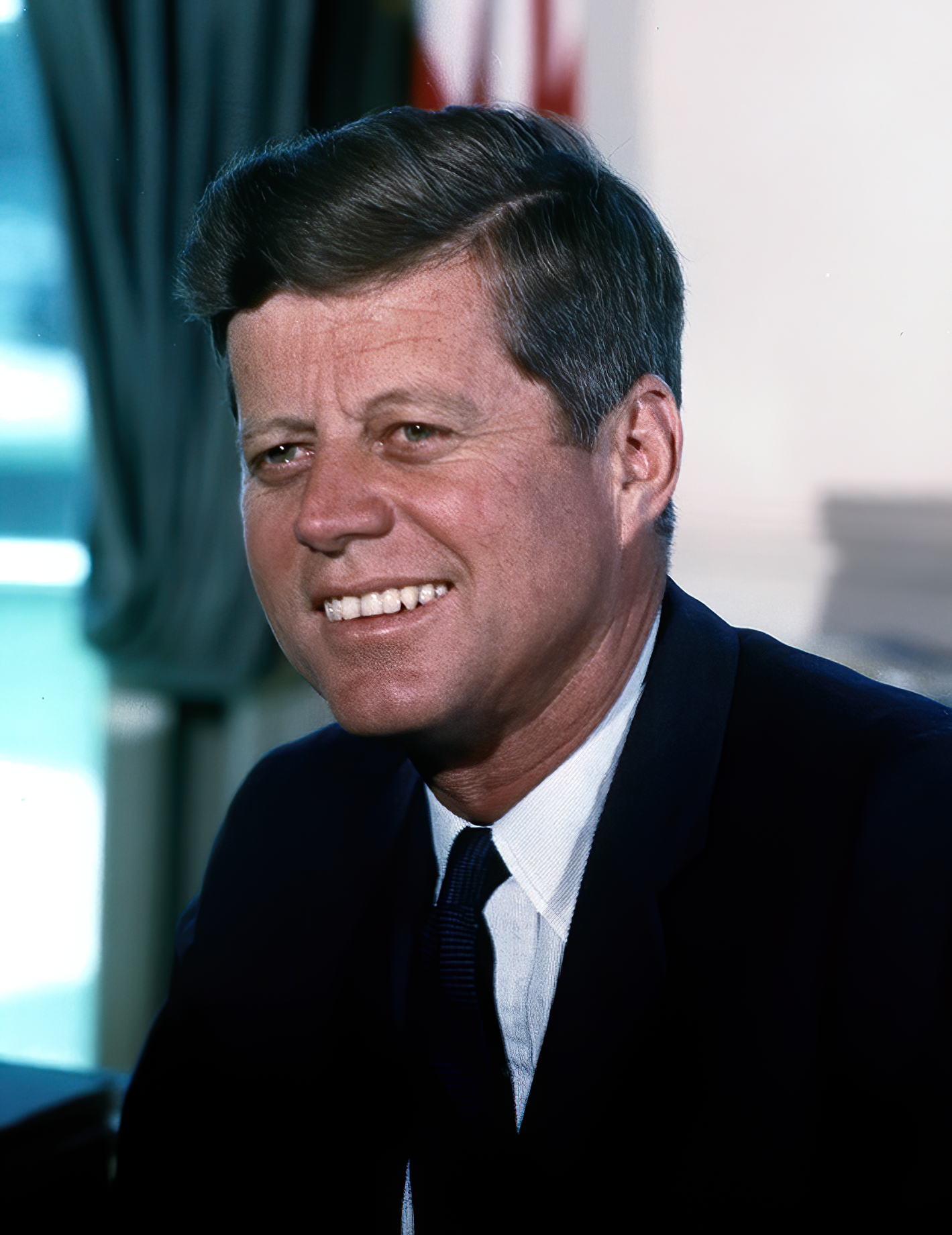
Senator John F. Kennedy al statului Massachusetts
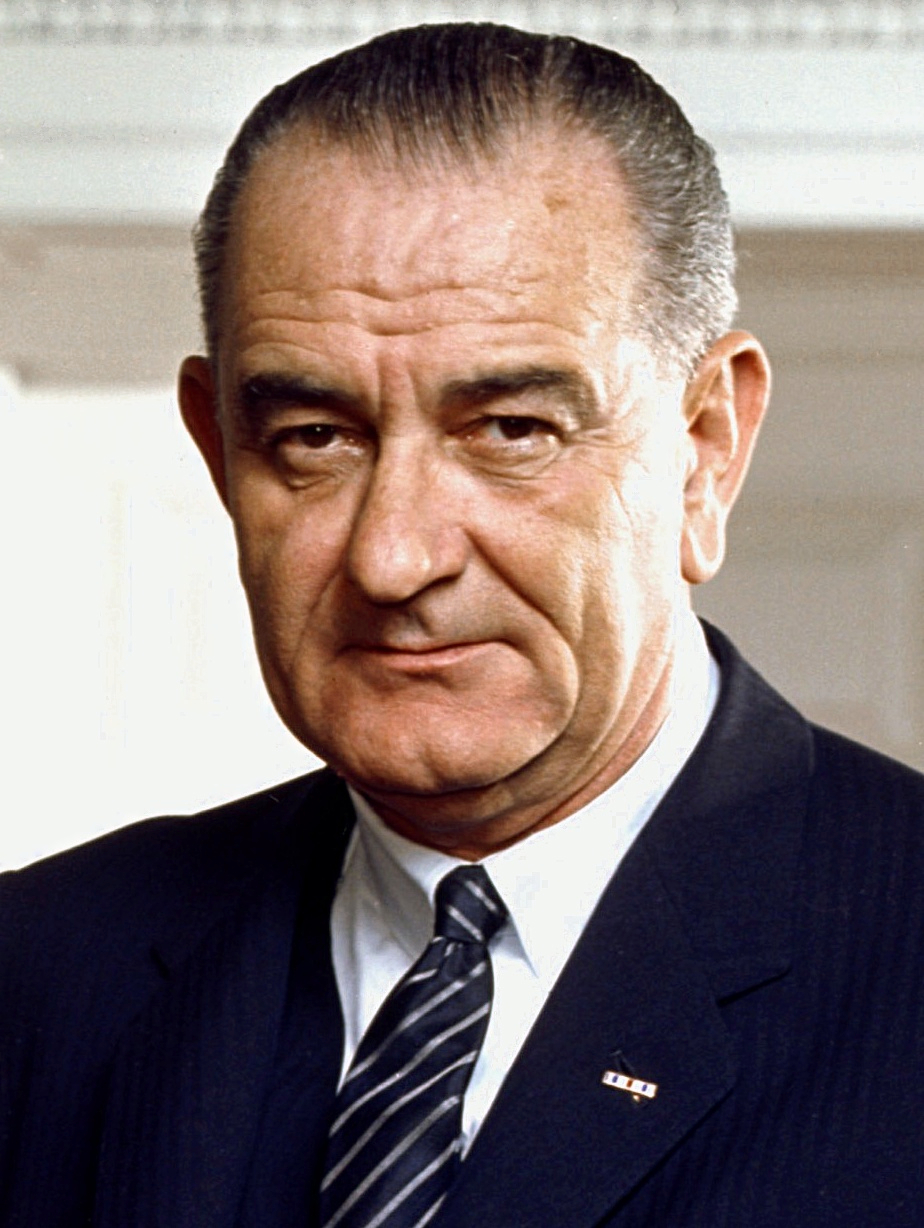
Senator şi Liderul Majorităţii Lyndon B. Johnson din partea statului Texas
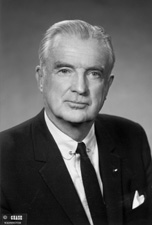
Senator Stuart Symington al statului Missouri
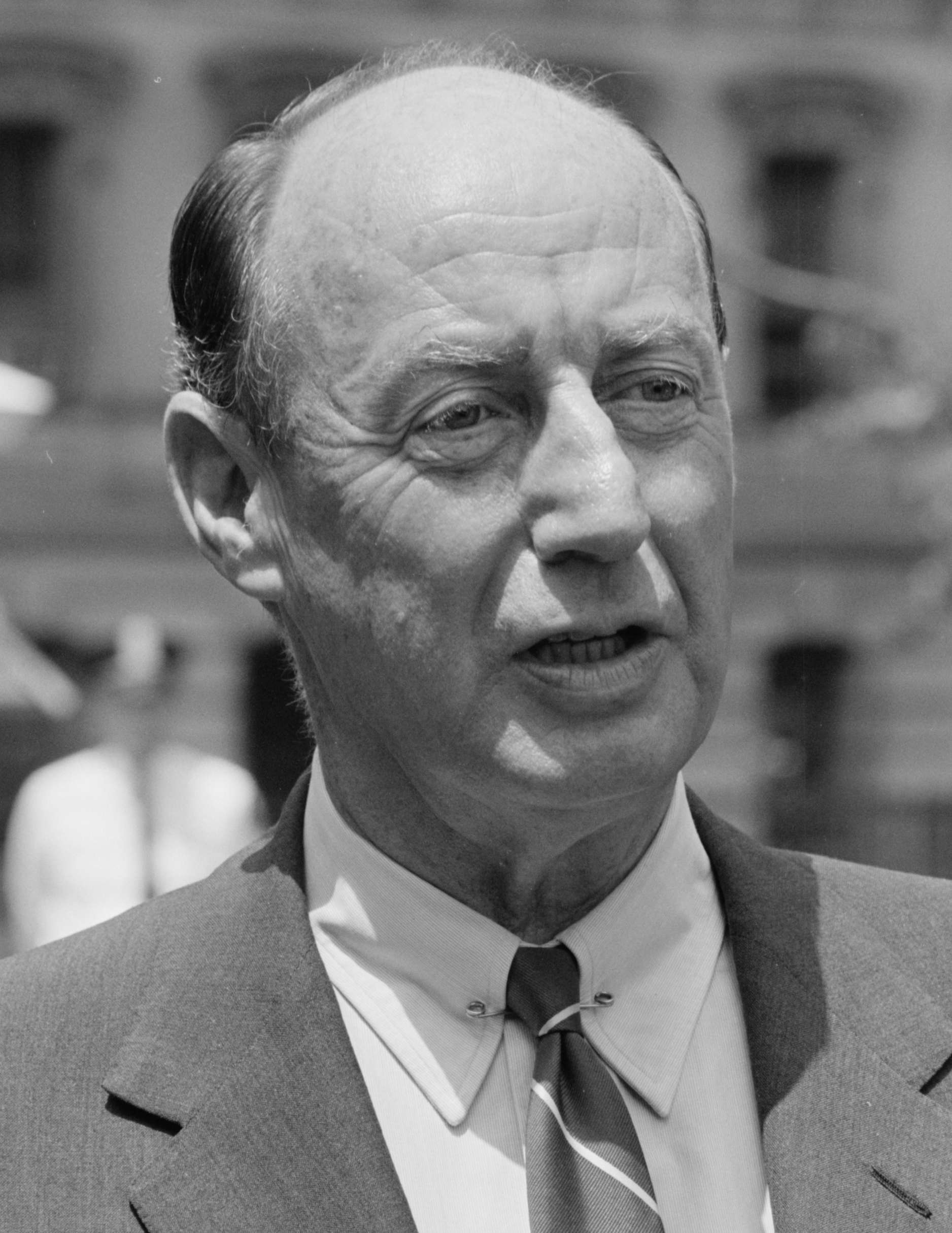
Fost guvernator Adlai Stevenson al statului Illinois
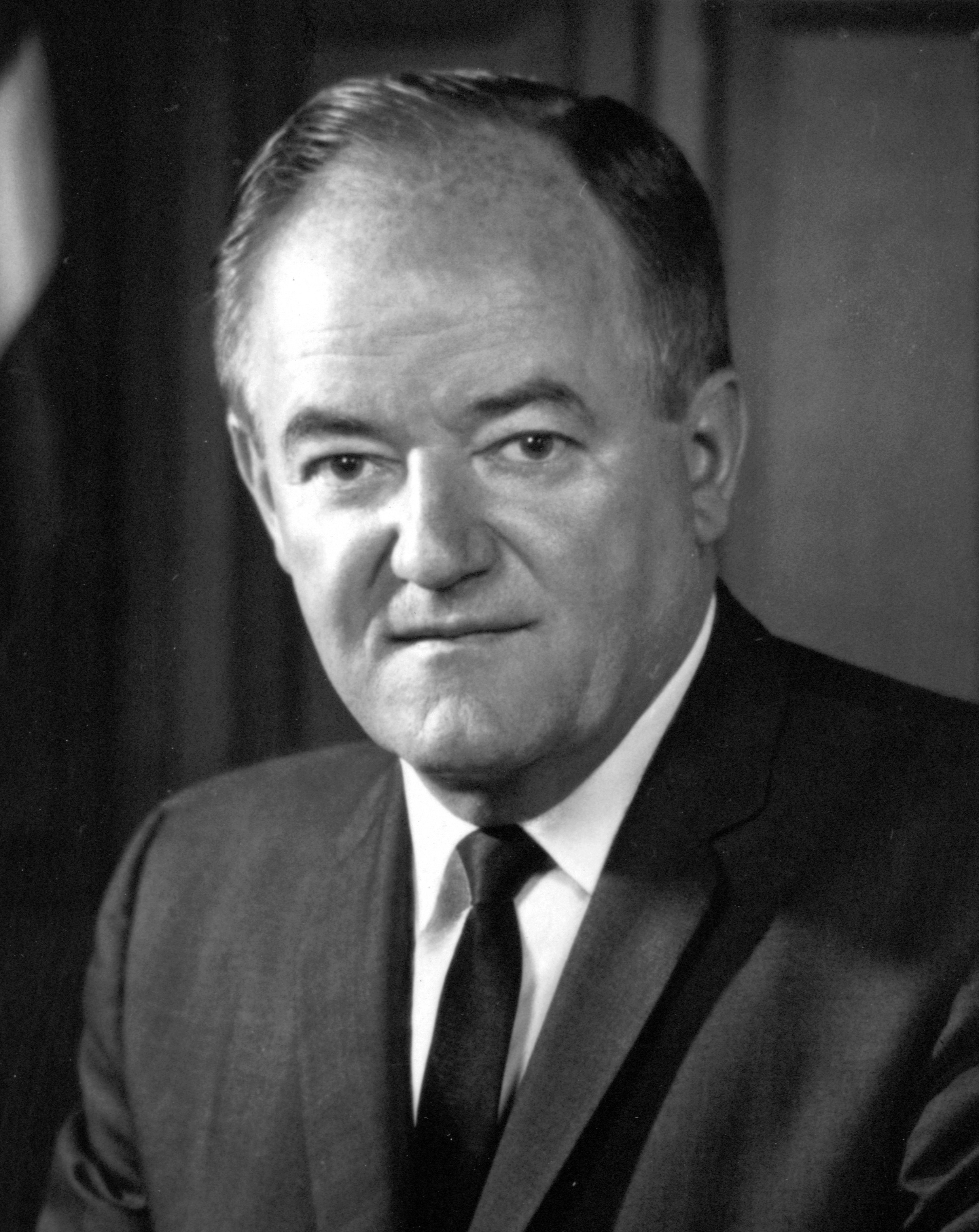
Senator Hubert Humphrey al statului Minnesota

### Candidații Partidului Republican

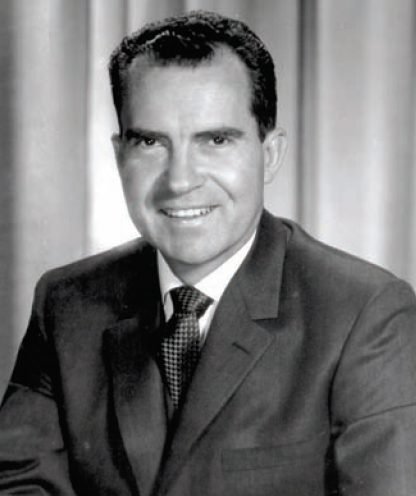
Vicepreședinte Richard Nixon al statului California
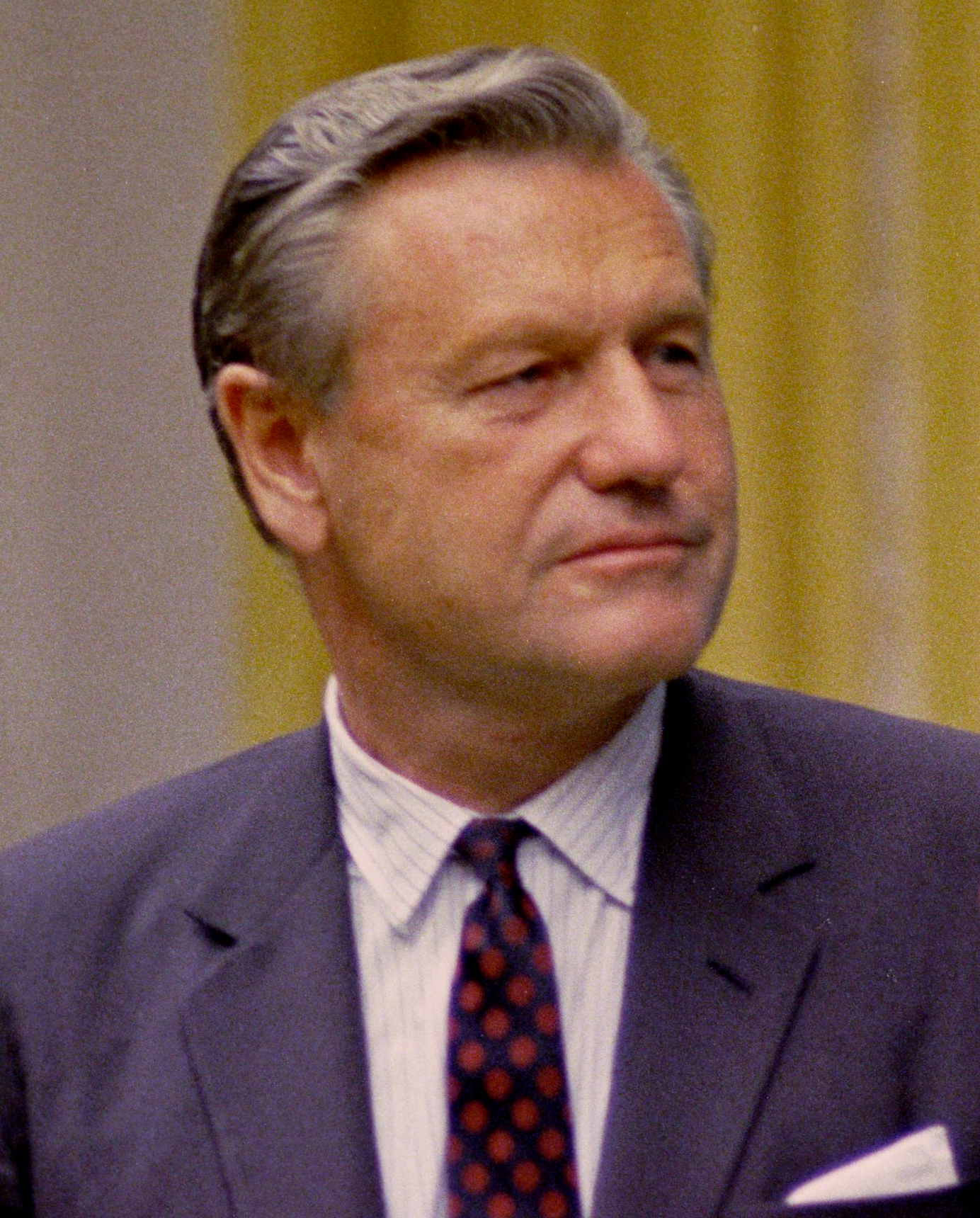
Guvernator Nelson Rockefeller al statului New York
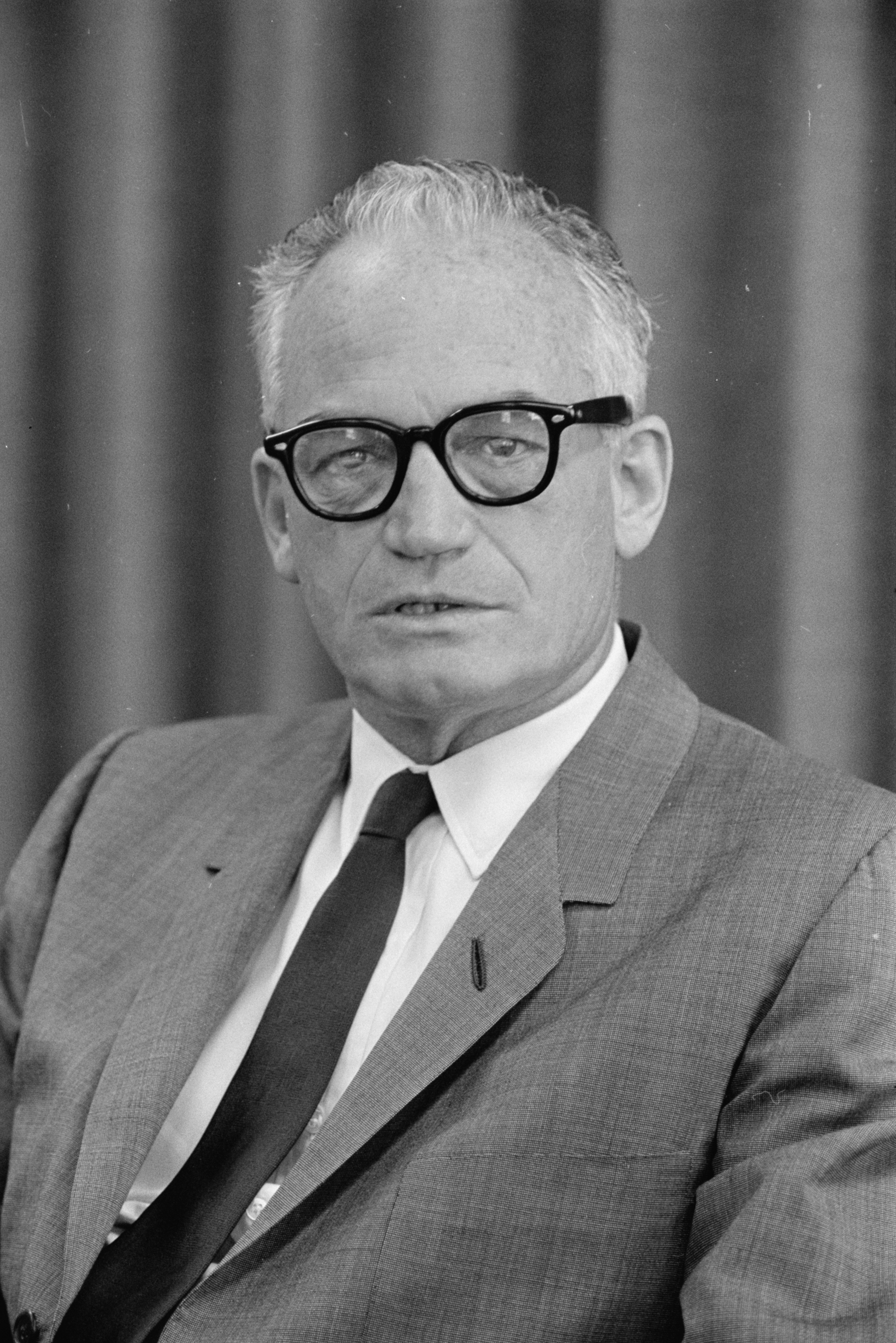
Senator Barry Goldwater al statului Arizona
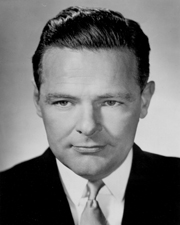
Ambasador Henry Cabot Lodge, Jr. al statului Massachusetts

## Rezultatele
John F. Kennedy
     Richard Nixon
     Electori neangajați

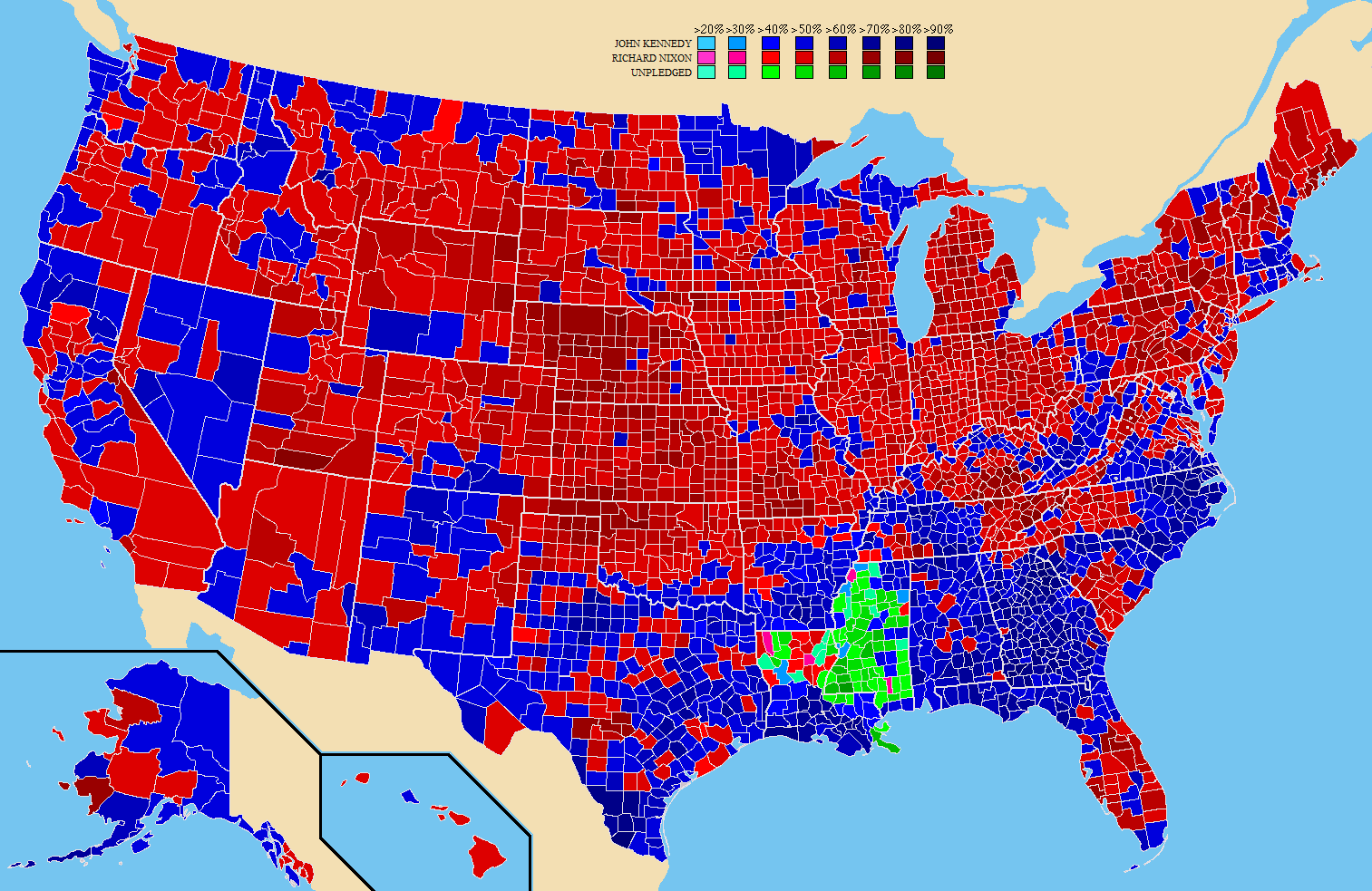
Rezultatele alegerilor pe comitate.
John F. Kennedy
Richard Nixon
Electori neangajați

Alegerile din 8 noiembrie au rămas printre cele mai faimoase nopți electorale din istoria Statelor Unite. Nixon a urmărit anunțarea rezultatelor din apartamentul de la hotelul Ambasador din Los Angeles, în timp ce John F. Kennedy a urmărit rezultatele de la reședința familiei Kennedy, în Hyannis Port, Massachusetts. Primele rezultate au fost anunțate din orașele din nordul și centrul Statelor Unite, precum Boston, New York City, Philadelphia, Pittsburgh, Detroit, și Chicago. În urma acestor rezultate, Kennedy avea un avantaj considerabil, atât în votul popular, cât și în cel al electorilor, și părea desprins în învingător. Însă după apariția rezultatelor din zona rurală și cea a suburbiilor din partea vestică, cea a Munților Stâncoși și coasta Pacificului, Nixon a micșorat constant diferența față de Kennedy. Înainte de miezul nopții, cotidianul The New York Times a intrat la tipar cu titlul „Kennedy ales Președinte”. Pe măsură ce rezultatul devenea tot mai echilibrat, editorul cotidianului, Turner Catledge, așa cum a declarat într-un volum de memorii, spera ca „vreun primar din zona Midwest să fure suficiente voturi pentru a-l desemna victorios pe Kennedy”, asta pentru a scuti de un moment jenant ziarul care anunțase deja un învingător. În urmă cu 12 ani, cotidianul Chicago Tribune comisese eroarea de a anunța alt câștigător, atunci când a titrat victoria lui Thomas E. Dewey în fața Președintelui Harry S. Truman.
La ora 3 dimineața, Nixon a susținut un discurs în care lăsa de înțeles că renunță la cursa electorală. În acel discurs a sugerat că victoria în alegeri i-a revenit lui Kennedy. Însă abia miercuri, 9 noiembrie, după-amiaza, Nixon a anunțat oficial că renunță la cursa electorală, și imediat după, Kennedy s-a declarat învingător. 
Dovezi ale echilibrului alegerilor au fost rezultatele din California și Hawaii. În California, inițial Kennedy a fost declarat învingător, cu un avans de 37.000 de voturi, dar după renumărarea și a voturilor anulate, o săptămână mai târziu, victoria i-a fost acordată lui Nixon, care a avut 36.000 de voturi în plus. În Hawaii, Nixon a fost declarat învingător, dar după renumărare Kennedy a câștigat pentru o diferență de doar 115 voturi.
În votul popular la nivelul întregii țări, Kennedy l-a învins pe Nixon pentru doar o zecime de punct (0.1%) — cea mai mică diferență la alegeri din secolul XX. În votul electorilor, diferența a fost însă mai mare, Kennedy având 303 voturi, față de doar 219 pentru Nixon (269 erau necesare pentru a fie declarat învingător).
Au fost primele alegeri prezidențiale în care au participat și statele Alaska și Hawaii care primiseră acest drept în anul anterior.
Richard Nixon a fost primul candidat la președinție care nu a câștigat deși a fost majoritar în mai mult de jumătate dintre statele țării. El a câștigat alegerile în 26 de state. Singurul alt candidat care a mai reușit o astfel de contraperformanță a fost Gerald Ford care în 1976, a câștigat alegerile în 27 de state, dar nu a devenit președinte.